# La Borra
La Borra es un lugar español de la parroquia de Ardesaldo, perteneciente al municipio de Salas, en la comunidad autónoma de Asturias.

## Historia
Hacia mediados del siglo XIX, el lugar ya pertenecía a la parroquia de Ardesaldo del municipio de Salas. Aparece descrito en el cuarto volumen del Diccionario geográfico-estadístico-histórico de España y sus posesiones de Ultramar de Pascual Madoz con las siguientes palabras:

BORRA (la): l. en la prov. de Oviedo, ayunt. de Salas y felig. de Sta. María de Ardesaldo.
(Madoz, 1846, p. 414)

En 2023, la entidad singular de población de La Borra tenía empadronados 20 habitantes, todos ellos diseminados.